# Saint-Jean-de-Buèges
Saint-Jean-de-Buèges este o comună în departamentul Hérault din sudul Franței. În 2009 avea o populație de 201 de locuitori.

## Evoluția populației
| An        | 1975 | 1982 | 1990 | 1999 | 2006 | 2009 |
| --------- | ---- | ---- | ---- | ---- | ---- | ---- |
| Populație | 123  | 125  | 124  | 184  | 168  | 201  |